# Франсуа Вієт
Франсуа́ Віє́т — французький математик, що запровадив сучасну систему нотації в алгебрі.

## Біографія

### Ранні роки
Народився 1540 року на півдні Франції у невеликому містечку Фонтене-ле-Конт провінції Пуату, що розташоване за 60 км від Ла-Рошель, що була на той час оплотом французьких протестантів-гугенотів (послідовників кальвінізму). Більшу частину життя він прожив поряд із керівниками цього руху, хоча сам залишався католиком. Релігійні незгоди вченого не турбували.
Батько Франсуа був прокурором. За традицією, син обрав професію батька й став юристом, закінчивши університет у Пуату. 1560 року двадцятирічний адвокат почав свою кар'єру в рідному місті. Як адвокат Вієт мав серед населення авторитет та повагу. Але через три роки перейшов на службу до відомої гугенотської сім'ї де Партене. Він став секретарем власника будинку й учителем його дочки, дванадцятирічної Катерини. Саме її навчання викликало в молодого юриста зацікавленість до математики.
Коли учениця виросла та вийшла заміж, Вієт не розлучився з її родиною й перебрався з нею до Парижу, де йому було легше дізнатися про досягнення провідних математиків Європи. З деякими вченими Вієт познайомився особисто. Він спілкувався з відомим професором Сорбонни Рамусом, вів дружнє листування з відомим математиком Італії Рафаелем Бомбеллі.

### Державна служба
1571 року Вієт перейшов на державну службу й став радником парламенту в Бретані. Знайомство з Генріхом Наварським, майбутнім королем Франції Генріхом IV, допомогло Вієту отримати почесну придворну посаду — таємного радника — спочатку короля Генріха ІІІ, а потім — і Генріха IV.
Франсуа Вієт здобув славу під час франко-іспанської війни, коли йому вдалось розкрити шифр, який король Філіп ІІ застосовував для кодування дипломатичних листів. Це був підстановочний шифр, що складався з 500 символів, якими замінювались літери алфавіту, склади, а також широковживані імена та поняття. 1589 року Вієту вдалось розшифрувати лист іспанського короля до Хуана Морео, командувача військами у Франції. Пізніше іспанцям стало відомо, що шифр для французів уже не таємниця, і що його розшифрував Вієт. Впевнені в неможливості розгадати спосіб тайнопису людьми, вони звинуватили Францію перед папою римським та інквізицією в підступах диявола. Шифр було змінено, однак Вієт і надалі міг його розуміти. Наприклад, у 1601 році він розкрив зміст листів іспанського посла у Римі.
Перебуваючи на державній службі, Вієт залишався вченим. До того часу належать свідоцтва сучасників Вієта про його величезну працездатність. Захоплюючись чим-небудь, він міг працювати по три доби без сну.

### Наукова діяльність
1584 року через наполягання Гізів Вієта звільнили з посади та послали до Парижу. Саме на цей період припадає розквіт його діяльності. Отримавши несподіваний спокій та відпочинок, вчений поставив собі мету скласти всеосяжну математику, яка дозволила б розв'язувати будь-які задачі. У нього склалося переконання, «що має існувати загальна, невідома ще наука, яка охоплює й розумні роздуми найновіших алгебраїстів, і глибокі геометричні досліди давніх».

#### Алгебраїчні знаки
Головною пристрастю Вієта була математика. Він глибоко вивчив твори класиків: Архімеда й Діофанта; найближчих попередників Кардано, Бомпеллі, Стевіна та інших. Вієта вони не лише захоплювали, у них він бачив велику ваду, яка полягала в складності розуміння через словесну символіку. Майже всі дії й знаки записувалися словами, не було навіть натяку на ті зручні, майже автоматичні правила, якими ми зараз користуємось. Не можна було записувати, і, отже, вивчати в загальному вигляді алгебраїчні рівняння або якісь алгебраїчні вирази. Кожен вид рівняння з числовими коефіцієнтами розв'язувався за особливим правилом. Так, у Кардано розглядалося 66 видів алгебраїчних рівнянь. Тому необхідно було довести, що існують такі загальні дії над усіма числами, які від самих чисел не залежать. Вієт та його послідовники встановили, що не має значення, чи буде розглянуте число кількістю предметів або довжиною відрізка. Головне, що над цими числами можна виконувати алгебраїчні дії й у результаті знову отримати такі ж числа. Отже, їх можна позначати якимись абстрактними знаками. Вієт це й зробив. Він не лише запровадив символьне обчислення, але й зробив принципово нове відкриття, поставивши перед собою мету вивчати не лише числа, а й дії над ними. Щоправда, у самого Вієта алгебраїчні символи були ще мало схожі на наші. Зі знаків дій він використовував «+» і «-», знак радикалу й горизонтальну риску для ділення. Добуток позначав словом «in». Вієт першим став застосовувати дужки, які в нього мали вигляд риски над многочленом. Але багато знаків, які були введені до нього, він не використовував (квадрат, куб тощо), а позначав словами або першими літерами слів. Основу свого підходу Вієт називав видовою логістикою. Наслідуючи приклад античних учених, він чітко розмежував числа, величини та відношення, зібравши їх у деяку систему «видів». До цієї системи входили, наприклад, змінні, їх корені, квадрати, куби і т. д. Для цих видів Вієт дав особливу символіку, позначивши їх маленькими літерами латинської абетки. Для невідомих величин застосовувалися голосні літери, для змінних — приголосні. Вієт довів, що, оперуючи з символами, можна отримати результат, який буде придатним до будь-яких величин, тобто, можна розв'язати задачу в загальному вигляді. Це поклало початок докорінним змінам у розвитку алгебри: стало можливим символьне обчислення. Не випадково, що за це Вієта називають «батьком» алгебри, основоположником літерної символіки.

#### Теорема Вієта
Особливо пишався Вієт відомою теоремою про залежність між коренями квадратного рівняння та його коефіцієнтами, яку він отримав самостійно, хоча, як нині відомо, залежність між коефіцієнтами й коренями рівняння (навіть загальнішого вигляду, ніж квадратне) була відома ще Кардано, а в такому вигляді, як ми застосовуємо її для квадратного рівняння, — давнім вавилонянинам. Теорему було оприлюднено 1591 року. Її названо ім'ям Вієта, а сам автор формулював її так: «Якщо B+D, помножене на А, мінус А в квадраті дорівнює BD, то А дорівнює В і дорівнює D». Теорема Вієта стала зараз одним з найвідоміших тверджень шкільної алгебри. Теорема Вієта варта уваги тим, що її можна узагальнити для многочленів будь-якого степеня.

#### Внесок у геометрію
Великих успіхів досяг учений у геометрії. У трактаті «Доповнення до геометрії» він намагався створити за античними прикладами якусь геометричну алгебру, використовуючи геометричні методи для розв'язання рівнянь третього й четвертого степеня. Будь-яке рівняння третього або четвертого степеня, стверджував Вієт, можна розв'язати геометричним методом трисекції кута або побудовою двох середніх пропорційних.
Математиків протягом століть цікавило питання розв'язання трикутників, оскільки воно диктувалося потребами астрономії, архітектури та геодезії. У Вієта методи, які застосовувалися раніше, набули завершеного вигляду. Він першим чітко сформулював теорему косинусів, хоча положення, еквівалентні їй, епізодично застосовувалися з першого століття нашої ери. Відомий раніше своєю складністю випадок побудови трикутника за двома сторонами й одним з протилежних їм кутів отримав у Вієта вичерпний розгляд. Було чітко доведено, що розв'язок не завжди можливий. Якщо ж він існує, то може бути один або два.
Глибоке знання алгебри давало Вієту великі переваги. Інтерес до алгебри спочатку було викликано застосуванням у тригонометрії та астрономії. Не лише кожне нове використання алгебри давало імпульс новим дослідженням з тригонометрії, але й отримані тригонометричні результати стали джерелом важливих успіхів алгебри. Вієту належить виведення формули для синусів (або хорд) і косинусів кратних дуг.

#### Задача Андріана ван Ромена
У 1593 голландський математик Андріан ван Ромен запропонував відомим математикам того часу позмагатись, розв'язавши рівняння 45-го степеня. Однак серед тих, кому він надіслав задачу, не було жодного француза. Посол Нідерландів у Парижі звернув на це увагу короля Генріха IV, відзначивши, що, мабуть, у Франції просто немає математиків. Щоб довести протилежне, король викликав Вієта і той прямо в приймальні, у присутності короля, міністрів та гостей, знайшов один корінь запропонованого рівняння.
Пізніше Вієт знайшов ще 22 корені рівняння і описав весь процес розв'язку задачі у статті «Responsum ad problema quod omnibus mathematicis totius orbis construendum proposuit Adrianus Romanus». У цього рівняння було ще 22 від'ємних корені, однак про них у праці математика не було сказано.

### Останні роки життя
1589 року, після вбивства Генріха Гіза, за наказом короля Вієт повернувся до Парижу. Але того ж року Генріха III вбив монах — прихильник Гізів. Формально французька корона перейшла до Генріха Наваррського — голови гугенотів. Але лише після того, як 1593 року той прийняв католицьку віру, у Парижі його визнали королем Генріхом IV. Так було покладено кінець релігійній війні, яка довгий час впливала на життя кожного француза, що не цікавився ані політикою, ані релігією.
Подробиці життя Вієта у той час невідомі. Відомо лише, що він перейшов на службу до Генріха IV, перебував при дворі, був відповідальним урядовцем і мав велику повагу як математик.
В останні роки життя Вієт пішов з державної служби, але продовжував цікавитися наукою. Відомо, що він вступив у полеміку з приводу запровадження нового григоріанського календаря і навіть хотів створити власний календар[джерело?].
У мемуарах деяких придворних Франції є вказівки, що Вієт був одружений, що в нього була дочка, єдина спадкоємниця на ймення синьйора де ла Біготьє (прізвище, за яким Вієт звався). У придворних новинах маркіз Летуаль писав[джерело?]: «…14 лютого 1603 р. пан Вієт, рекетмейстр, людина великого розуму і розсудливості, один з найвченіших математиків століття, помер… у Парижі, маючи, за загальною думкою, 20 тис. екю. Йому було більше шістдесяти років».

## Праці Вієта
- «Isagoge in artem analiticam» («Введення в аналітичне мистецтво», 1591)
- «Recensio canonica effectionum geometricarum» («Доповнення до геометрії») — другий твір Вієта, став основою для тієї галузі математики, яку зараз називають аналітичною геометрією.
- Більш-менш повну збірку праць Вієта було видано 1646 року в Лейдені нідерландським математиком ван Скоотеном під назвою «Математичні твори Вієта».